# Méribel

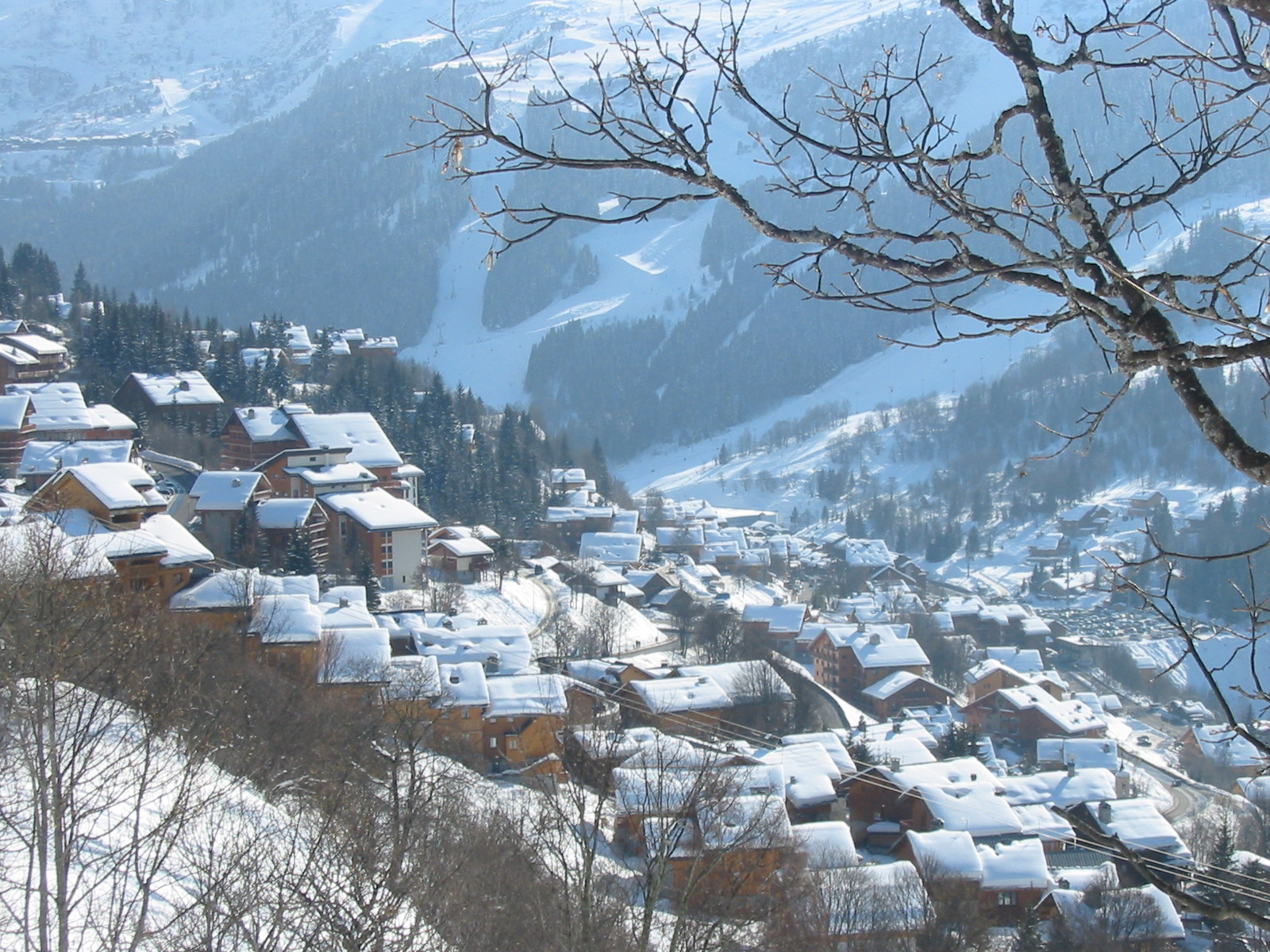
Méribel in inverno.

Méribel (1.450 m s.l.m.) è una stazione di sport invernali situata nel dipartimento francese della Savoia. È frazione di Les Allues e fa parte del comprensorio sciistico Les Trois Vallées. Il punto più alto raggiunto dagli impianti di risalita è il Mont Vallon (2.952 m). La stazione si trova al confine del Parco nazionale della Vanoise.
In questo luogo il 29 dicembre 2013 si ricorda l’incidente di Michael Schumacher.

## Infrastrutture
Nella località è presente un piccolo aeroporto.